# Bandera de Sydney
La bandera de Sydney consisteix en l'escut d'armes atorgat pel College of Arms de Londres el 30 de juliol de 1908 i està formada per una tribanda horitzontal de colors blanc, groc i blau marí. En el terç superior s'hi representen tres banderes diferents. La bandera oneja a l'ajuntament de la ciutat i a la cort suprema.

## Descripció
El disseny de la bandera està format per tres franges horitzontals, sent les dues inferiors groga i blau marí, sobre les que s'hi superposa un vaixell blanc en representació al protagonisme de Sydney com un port marítim d'importància. Mentre que la franja superior està formada alhora per tres banderes més:
- La 1a mostra les armes de Thomas Townshend, vescomte de Sydney, de qui la ciutat pren el nom.
- La 2a mostra la bandera naval anglesa en reconeixement del paper que va jugar Arthur Phillip en la fundació de la ciutat. La creu de Sant Jordi està coberta amb un globus terraqüi i dues estrelles de mar, les figueres principals de les armes de James Cook, atorgades com a honor pòstum per la seva contribució a la cartografia d’Austràlia.
- La 3a mostra les armes de Thomas Hughes, primer Lord Batlle de la ciutat. Fou durant el seu mandat que el títol de batlle va esdevenir Lord i s'atorgà l'escut oficial de la ciutat.